# Utareru ame
Utareru ame (撃たれる雨?) è il secondo singolo della cantautrice giapponese Nana Kitade, pubblicato il 4 febbraio 2004. Debuttò alla posizione numero 55 dell'Oricon e rimase in classifica per tre settimane.

## Tracce
1. Utareru Ame (撃たれる雨)
2. Akai Hana (赤い花)
3. Utakata (泡沫)
4. Utareru Ame -raw "break" track-